# Serie 3300 de Renfe
La serie 433 de Renfe, antigua Serie 3300 de FEVE, es un tren eléctrico que presta servicios de cercanías en la red de ancho métrico de Asturias (España). La serie consta de 12 unidades y entró en circulación en 2009 tras haber reformado integralmente a algunos trenes de la serie 3500, adaptándose a nuevos rendimientos exigidos por la entonces FEVE. Sólo realiza servicios de cercanías en Asturias y desde 2013 la serie es propiedad de Renfe.

## Historia
En los 1980 la empresa pública Ferrocarriles Españoles de Vía Estrecha (FEVE) puso en circulación a la serie 3500, fabricada por CAF. Esta serie renovó sus interiores a principios de los 2000, pero seguía teniendo una alimentación eléctrica antigua y que suscitaba problemas de mantenimiento. Para finalizar con esto, FEVE decidió renovar integralmente 12 unidades de la serie 3500, creando con las unidades reformadas la serie 3300. Concretamente, en 2007 FEVE sacó a licitación por 11 millones de euros la transformación de la cadena de tracción de 12 unidades eléctricas de la entonces serie 3500.En el mismo pedido se compraron unidades diésel de la serie 2700.El resto de trenes de la S-3500 no se reformaron y mantuvieron su numeración. 
La transformación fue adjudicada a las empresas Ingeteam y Fenit Rail.Finalmente, el 13 de marzo de 2009 FEVE presentó a la nueva serie 3300.Esta serie estuvo destinada en exclusiva a la red de Cercanías en ancho métrico de Asturias. Más concretamente, circula por las líneas que están electrificadas. Estas son: C-4, C-5, C-6 y C-7 (antiguas líneas de FEVE F-4, F-5, F-6 y F-7, respectivamente).
En 2013 la serie pasó a ser propiedad de Renfe Operadora, a través de su marca Renfe Feve, actual Renfe Cercanías AM. La serie modificó su numeración a "serie 433". En 2024 Renfe comenzó a cambiar la librea de las unidades, imponiendo la gama cromática tradicional de Renfe Cercanías, consistente en rojo y blanco (hasta entonces la serie había lucido los colores amarillo, blanco y azul).

## Características
Son unidades eléctricas de corriente continua compuestas por dos coches motores procedentes de las unidades 3500. Se les modificó el coche remolque para dotarlos de un sistema de tracción. Son trenes con bogies bimotor-monorreductor, con una disposición de ejes Bo'Bo'-Bo'Bo', dos pantógrafos (uno por coche) y con un sistema de tracción de Corriente Alterna que mediante rectificadores lo convierte en continua para mover 8 motores ABB del modelo TA 6788-H.
La puerta de acceso a la cabina de conducción se encuentra en el testero en la parte derecha del pupitre. Esta puerta a su vez, también actúa como vía de evacuación en caso de emergencia en un túnel. Las puertas de acceso al compartimento de viajeros son de doble hoja del tipo deslizante, ya que están embutidas en la misma caja y en su apertura, estas quedan ocultas. A diferencia de la Serie 436 que son del tipo encajable-deslizante o de la Serie 524. Que son pivotantes. 
En el apartado eléctrico, las unidades disponen de un nuevo sistema de control de tracción mediante transistores IGBT suministrado por Ingeteam. En algunas unidades se les eliminó los conectores del mando múltiple y en su sustitución, se añadieron botoneras en los Scharfenberg. Pese a que algunas unidades mantengan dichos conectores, no son compatibles con las 3500, dado que su tecnología es diferente y esto puede acarrear algún que otro problema. La tensión de alimentación al igual que el resto del parque móvil es de 1500 voltios y es captada mediante pantógrafos Schunk del modelo SBE 920 con frotadores de carbón. Aunque algunas unidades utilizan el UR-6 de ABB, similar al que utilizan las series 3500 y 3800. Los motores de tracción, son originales. Con una potencia de 165 kW cada uno, le proporcionan a la unidad una potencia nominal de 1320 kW.
Al contrario que su antecesora, estas unidades alcanzan una velocidad máxima de 100 km/h (la S-3500 estaba limitada a 80 km/h). 
En el apartado de seguridad, el tren dispone de un equipo ASFA suministrado por DIMETRONIC y el sistema de Hombre Muerto.
La comunicación con el CTC se hace mediante radiotelefonía.
Tienen una capacidad total de 225 plazas, siendo 76 sentadas y 149 de pie.
En equipamiento general, poseen de un sistema de vídeovigilancia el cual, el maquinista visualiza en tiempo real todo lo que ocurre dentro del departamento de viajeros. Dispone de 10 teleindicadores en total, 6 de los cuales se encuentran en el exterior (tres por coche) y 4 en el interior. Los exteriores están posicionados en el testero y en los laterales, y estos informan al viajero del destino del tren. Los interiores, indican las paradas, correspondencias y otros mensajes. También disponen de un sistema acústico de anuncio de estaciones, cierre de puertas y música ambiental. La climatización es mediante dos equipos (uno por coche) situados en el techo suministrados por TMI (Técnicas Modulares e Industriales S.A). Y en cuanto al sistema de calefacción es mediante unos radiadores eléctricos dispuestos en los laterales bajo los asientos.